# Naturschutzgebiet Eskesberg
Das Naturschutzgebiet Eskesberg liegt im Stadtgebiet der kreisfreien Stadt Wuppertal im Stadtteil Varresbeck. Das innerstädtische Gebiet ist auf der West- und Nordseite von Wohnbebauung umgeben. Nordöstlich grenzt eine Tennis-Sportanlage an, weiter südöstlich eine Grünbrache. Die Nordbahntrasse (Fahrradweg) tangiert das Gebiet im Süden.

## Beschreibung
Das 8,53 ha große Naturschutzgebiet steht seit 2005 durch rechtskräftigen Landschaftsplan unter Schutz. Es trägt die Kennnummer W-019.
Das Areal war ursprünglich als Kalksteinbruch genutzt worden, an den noch der im Süden befindliche denkmalgeschützte Kalktrichterofen erinnert. Er ist Teil des Naturschutzgebietes. Nach Betriebsende des Steinbruches diente das Gelände als Mülldeponie, die schließlich mit einer Erdschicht abgedeckt wurde. Im Jahre 2005/06 musste die Deponie saniert werden. Dabei wurde der Oberboden entfernt, eine Oberflächenabdichtung aus Kunststoff eingebaut und darauf eine Rohbodenschicht aus Kalk-Lehm, Schotter und Kies aufgebracht. Das Gelände wurde danach der natürlichen Sukzession überlassen, wobei sich schon innerhalb von fünf Jahren eine geschlossene Vegetationsschicht gebildet hatte. Danach wurde und wird noch ständig manuell dafür gesorgt, dass sich auf dem ehemaligen Deponiekörper keine Gehölze ansiedeln.
Das Ergebnis dieser Umwandlung beschreibt das Fachinformationssystem des Landesamtes für Natur, Umwelt und Verbraucherschutz in NRW wie folgt:

„Der Deponiebereich zeichnet sich jedoch auch heute noch durch einen hohen Anteil an Rohbodenstandorten mit Pionierarten, sowie an licht- und wärmeliebenden Tier- und Pflanzen aus. Im Rahmen eines mehrjährigen Monitorings wurde eine herausragende Bedeutung des Gebietes als Tier- und Pflanzenlebensraum herausgestellt. Es wurden mehr als 50 Arten der Roten Liste festgestellt (siehe Literaturangaben), darunter Erst- und Wiederfunde für das Süderbergland (Zottiger Klappertopf, diverse Hautflüglerarten). Die Aufrechterhaltung des heute noch guten Erhaltungszustandes der Offenstrukturen setzt die Aufnahme von flächenhaften Biotoppflegemaßnahmen voraus. Wegen der räumlichen Nähe zu den Kalkabbaugebieten des Dornaper Massenkalkzuges ist die Fläche als Teil eines Verbundsystems artenreicher Abgrabungsbiotope im nördlichen Bergischen Land anzusehen.“

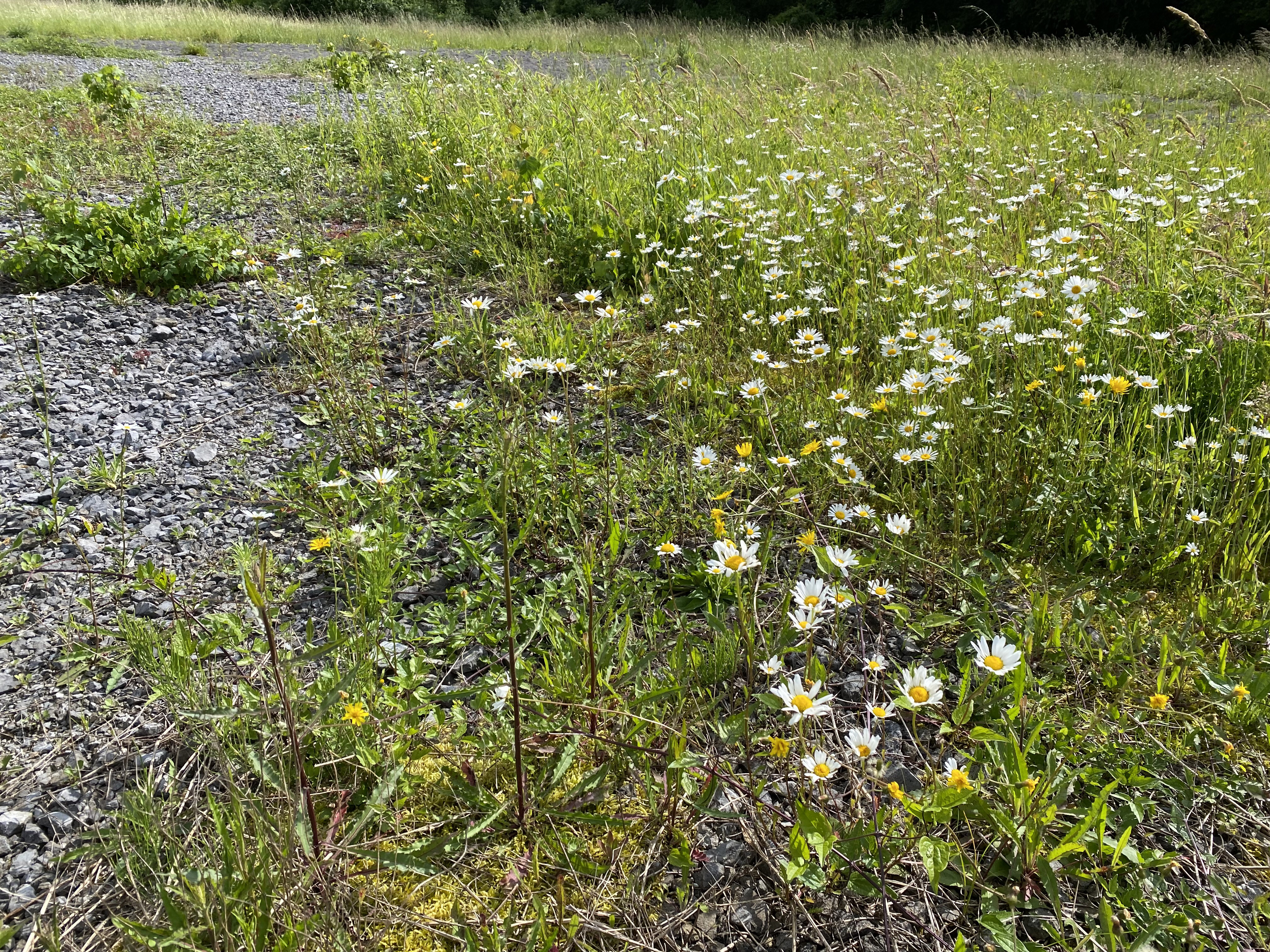
Blütenreiche Magerwiese und schotterige Rohböden – wichtig für den Insektenreichtum
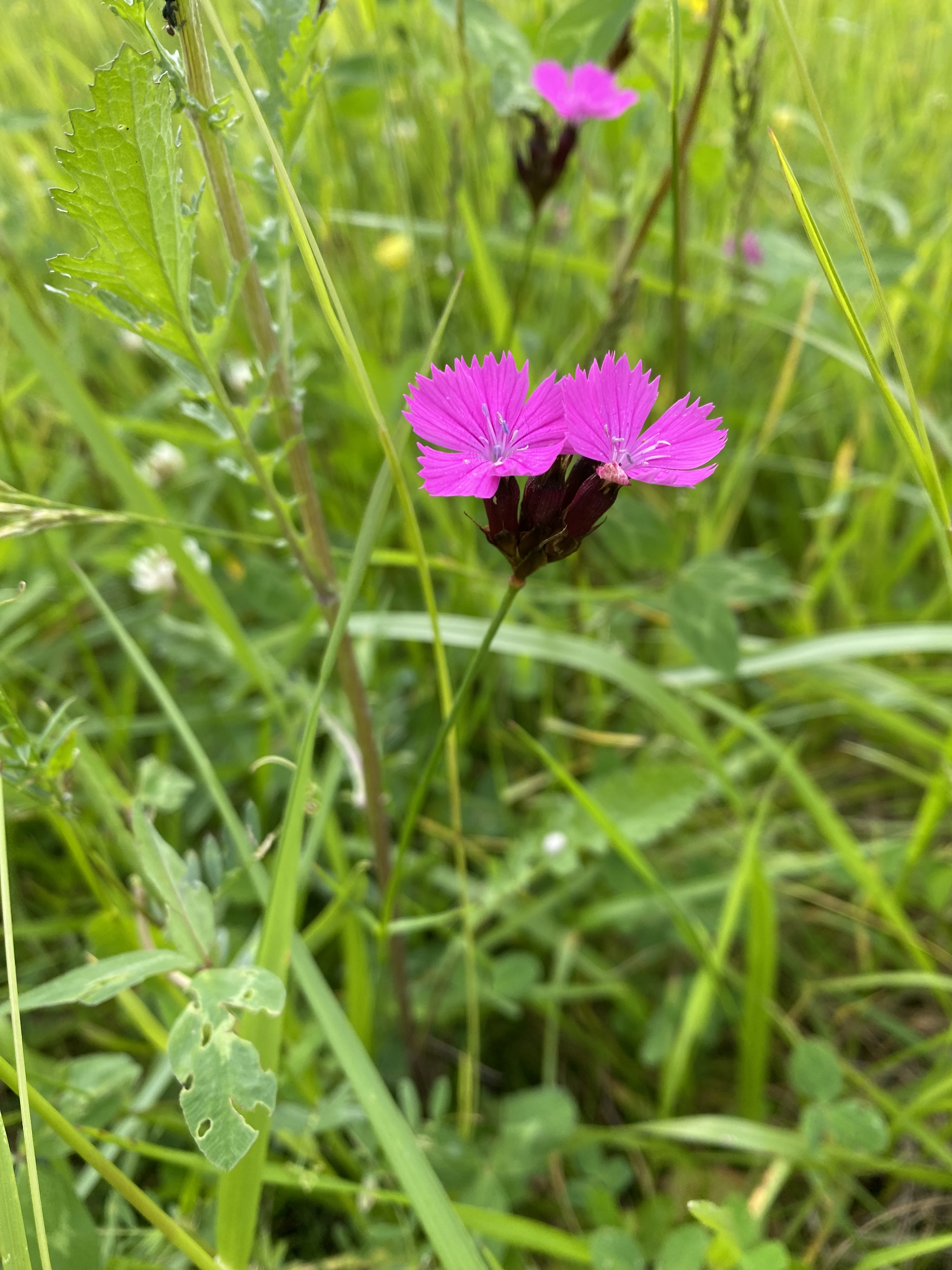
Karthäusernelke im NSG
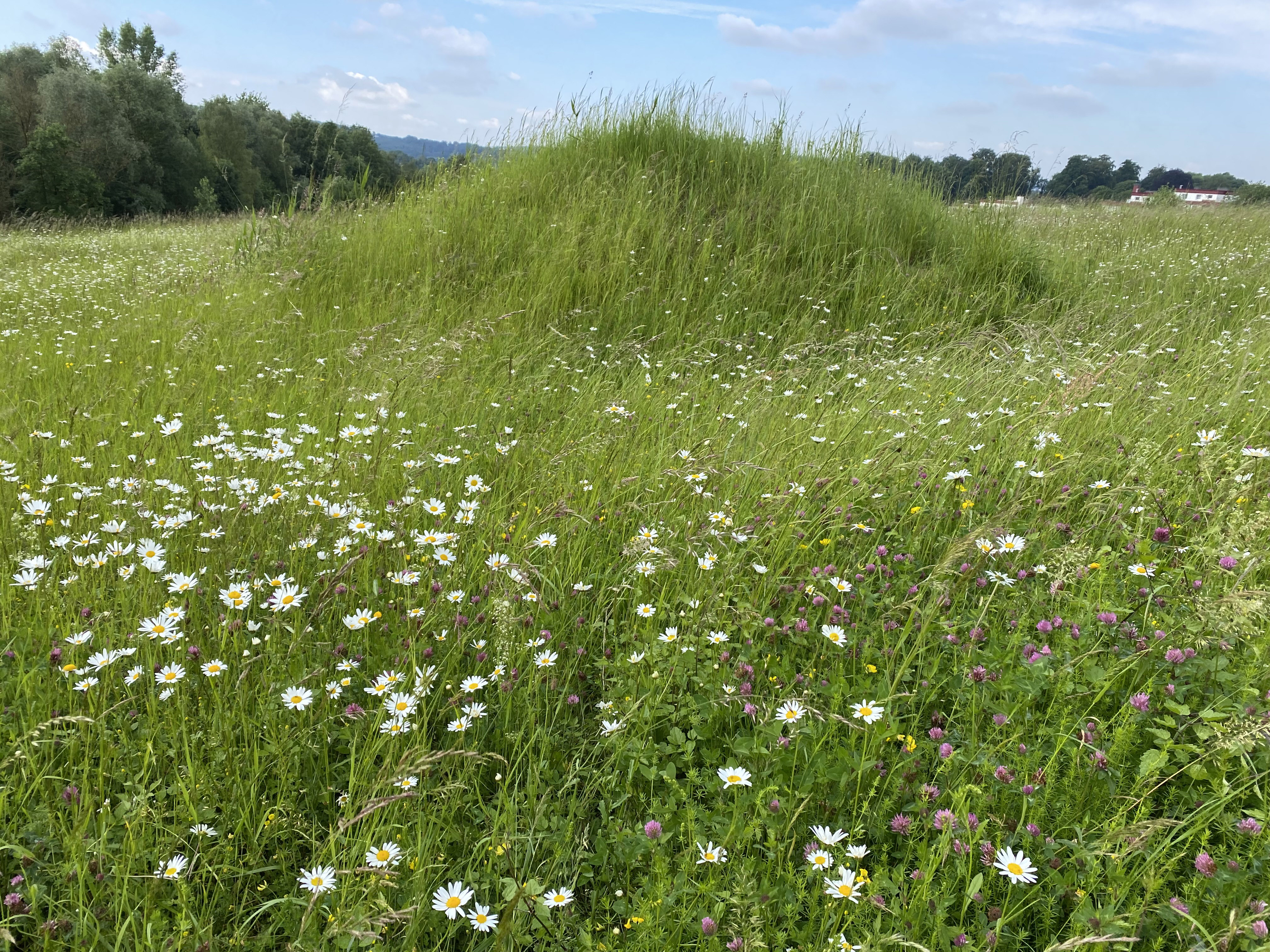
Bienenhügel – muss periodisch von Vegetation befreit werden
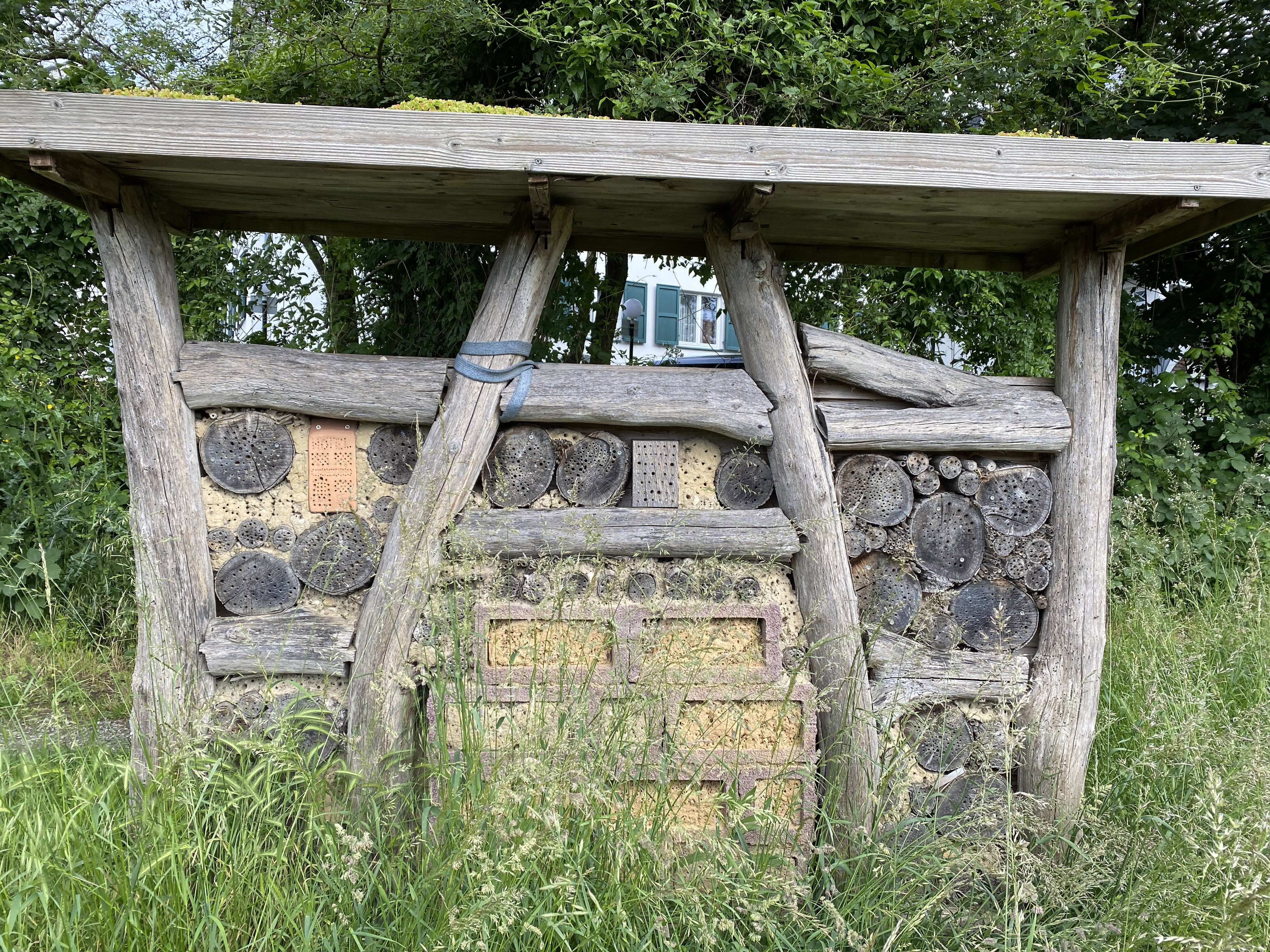
Nistwand für Wildbienen u. Wespen
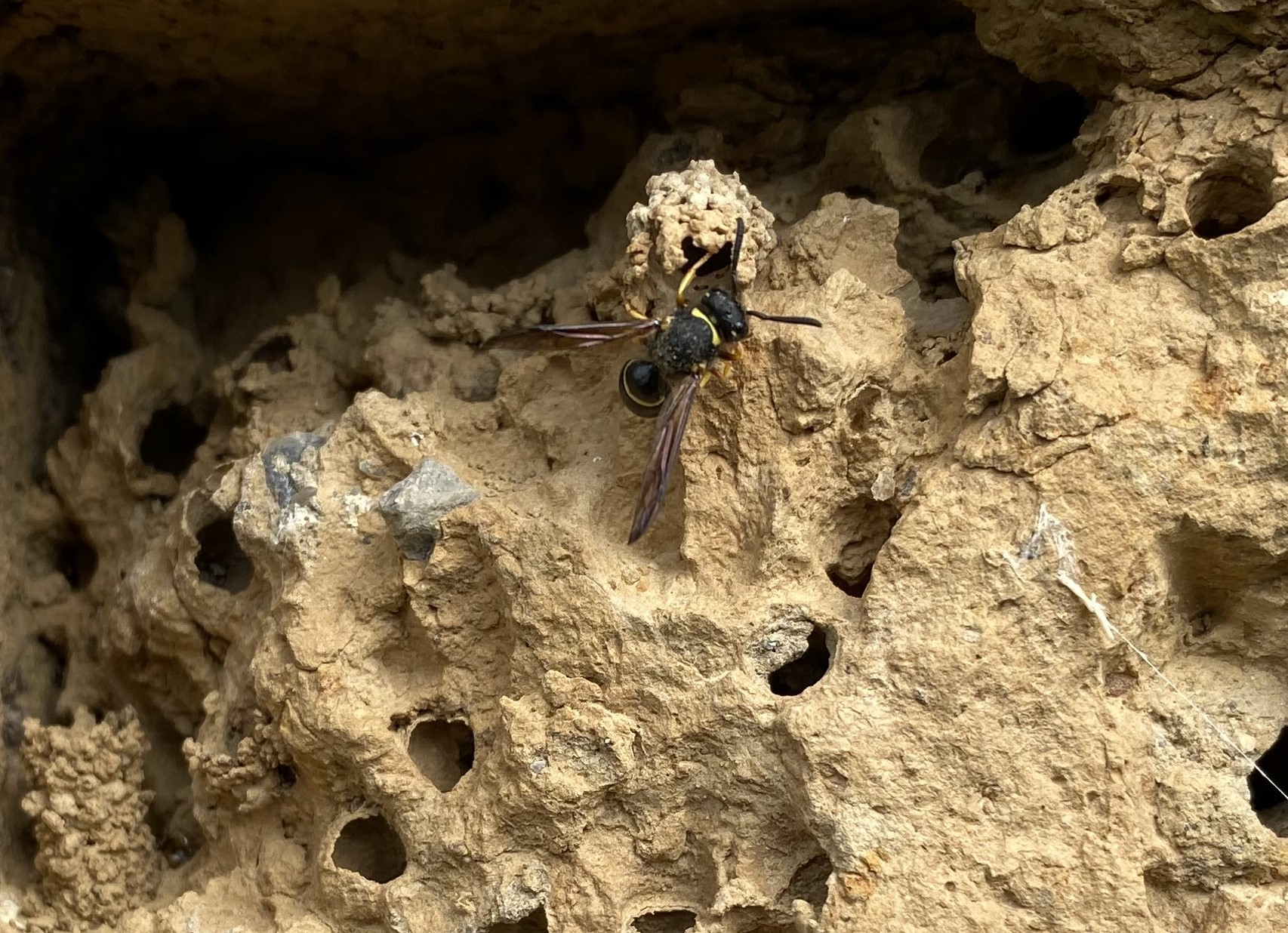
Solitärwespe bei der Arbeit
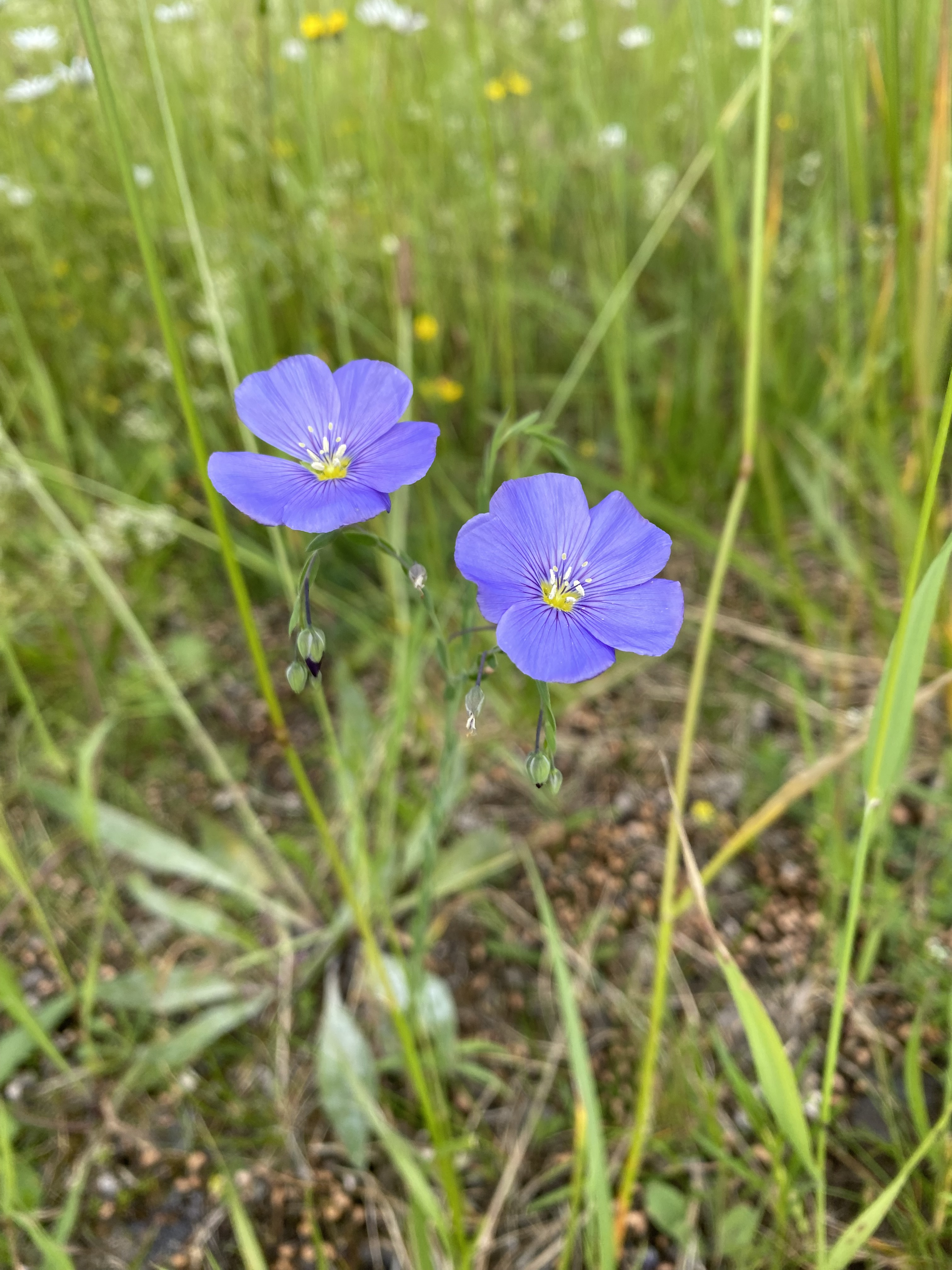
Staudenlein im NSG
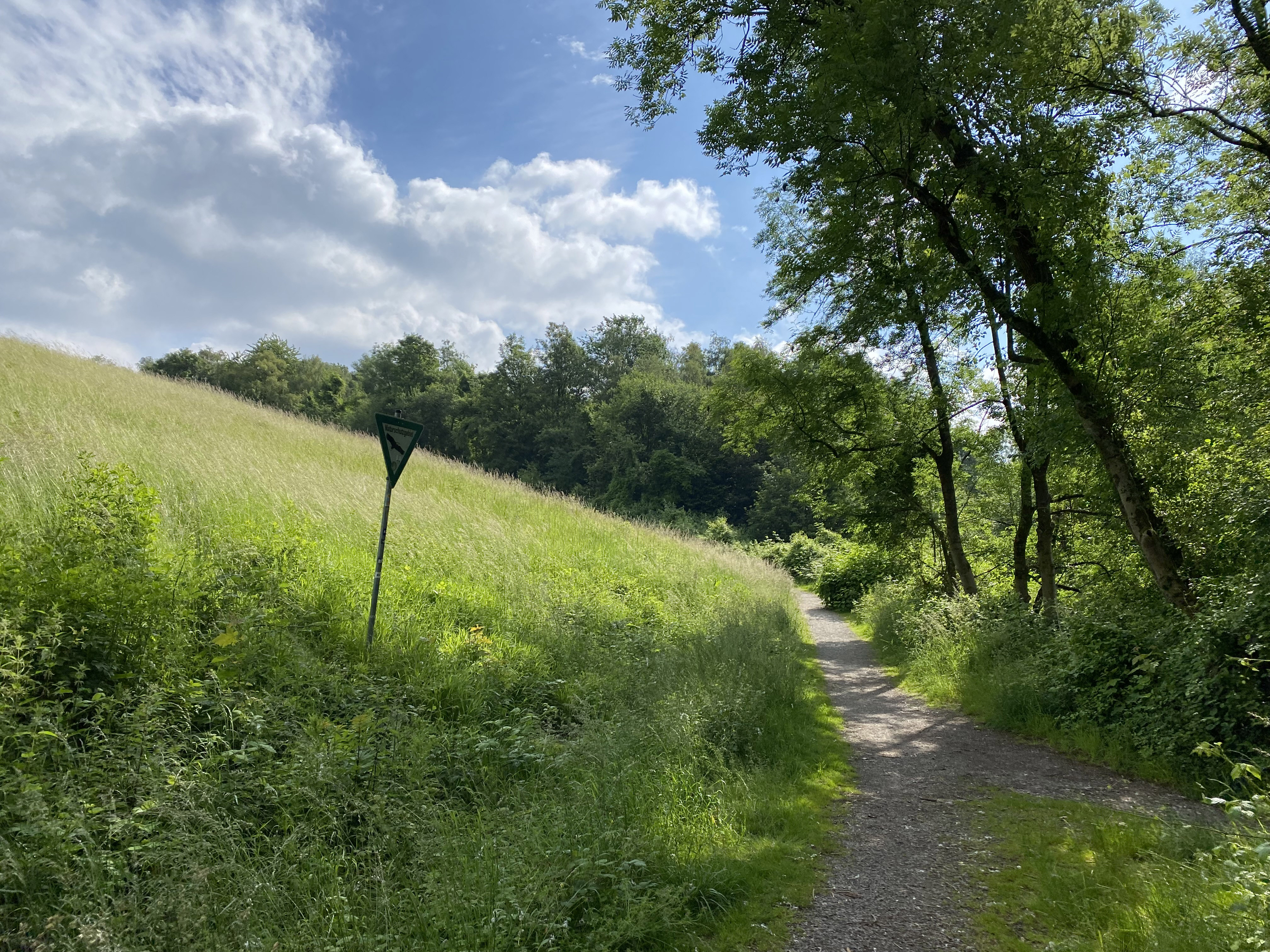
Der kulturhistorische Eulenkopfweg tangiert das NSG an der Südseite
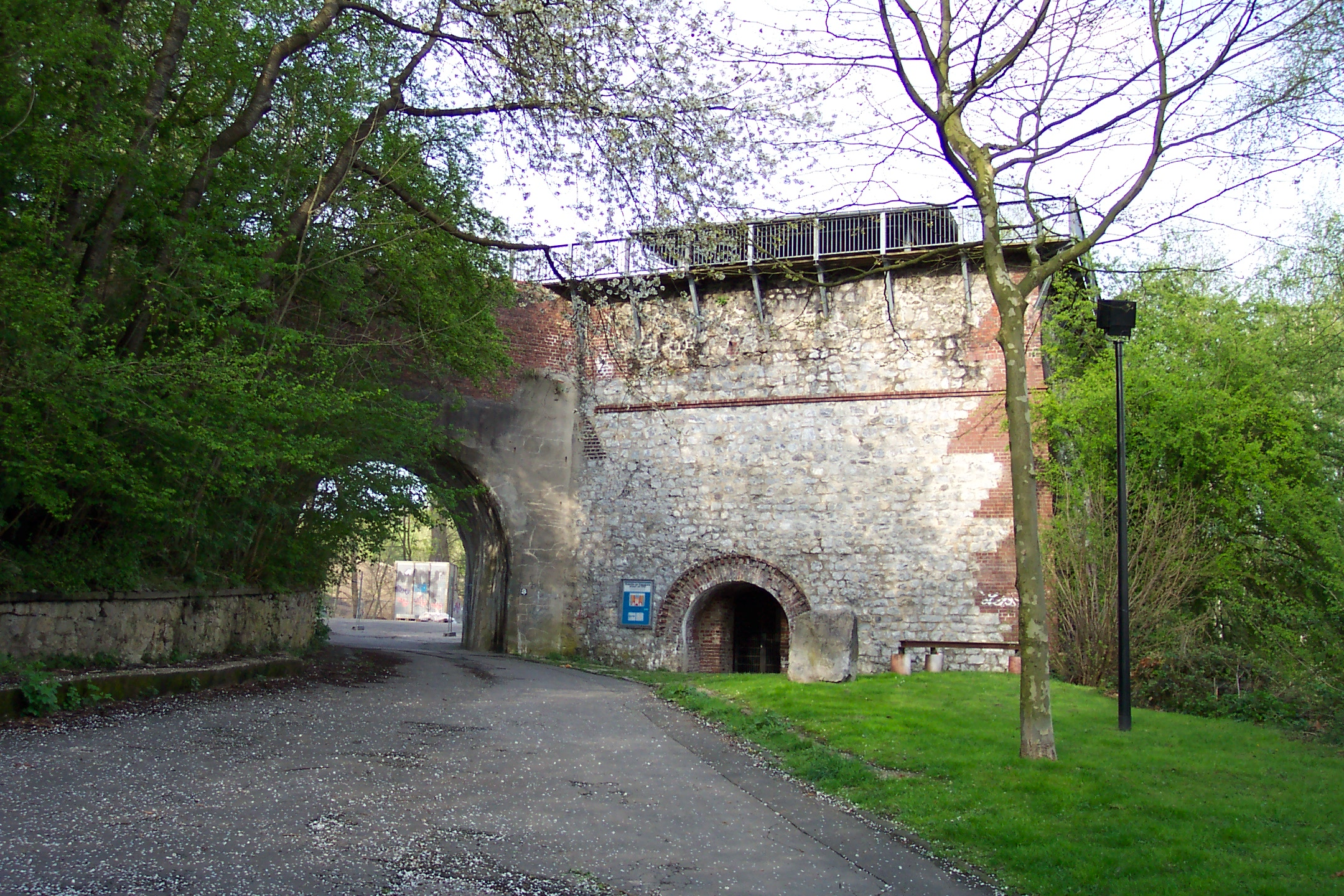
Baudenkmal: Der historische Kalktrichterofen an der Südseite des NSG